# FK Arsenal Tivat
El FK Arsenal Tivat es un equipo de fútbol de Montenegro que juega en la Primera División de Montenegro, la primera categoría nacional.

## Historia
Fue fundado en el año 1914 en la ciudad portuaria de Tivat con el nombre NK Orgen y es el segundo equipo de Fútbol más viejo de Montenegro solo después del FK Lovcen fundado un año antes. En los años 1930 el club se fusiona con el NK Zrinjski, también de la ciudad de Tivat y pas a llamarse NK Arsenal, nombre que tiene por la base de reparación de embarcaciones a cargo de Sava Kovačević, la cual era conocida comúnmente como Arsenal.
Los mejores años desl club fueron entre 1925 y 1940 cuando formaron parte del Campeonato Montenegrino de Fútbol, logrando el título en 1937, siendo el único equipo que no era de las ciudades de Podgorica o Cetiña en conseguirlo.
Luego de finalizar la Segunda Guerra Mundial participó en la Liga de la República Montenegrina en 1946, y logra el ascenso a la Segunda Liga de Yugoslavia en 1955, participando en la segunda división nacional por tres temporadas hasta que desciende en 1958. Entre los años 1970 y años 1980 se distinguieron por los jugadores que surgieron del club como Ivica Kralj, Željko Buzić, Slaven Borović y Zoran Vuksanović.
Tras la independencia de Montenegro en 2006 fue uno de los equipos fundadores de la Segunda División de Montenegro en la temporada 2006/07, pasando entre la segunda y tercera categoría nacional hasta que en la temporada 2021/22 logra por primera vez el ascenso a la Primera División de Montenegro.

## Palmarés
- Campeonato montenegrino de fútbol (1): 1937
- Tercera Liga Montenegrina (Región Sur) (3): 2011-12, 2016-17, 2017-18
- Cuarta Liga Montenegrina (3): 1979-80, 1983–84, 1987–88
- Copa de la Región Sur (3): 2009, 2010, 2011

## Participación en competiciones de la UEFA
| Temporada | Torneo                        | Ronda             | Club      | Casa | Visita | Global |
| --------- | ----------------------------- | ----------------- | --------- | ---- | ------ | ------ |
| 2023–24   | UEFA Europa Conference League | 1 °Clasificatoria | Alashkert | 1–6  | 1–1    | 2–7    |

## Jugadores

### Jugadores destacados
- Ivica Kralj
- Branislav Janković
- Zoran Vuksanović